# پیره‌ماشان (کلیبر)
پیره‌ماشان یکی از روستاهای استان آذربایجان شرقی است که در دهستان سیدان بخش آبش‌احمد شهرستان کلیبر واقع شده‌است.